# NGC 2835
NGC 2835 ist eine Balken-Spiralgalaxie mit ausgedehnten Sternentstehungsgebieten vom Hubble-Typ SBc im Sternbild Hydra südlich der Ekliptik. Sie ist schätzungsweise 30 Millionen Lichtjahre von der Milchstraße entfernt und hat einen Durchmesser von etwa 70.000 Lichtjahren.
Das Objekt wurde am 13. April 1884 von Ernst Wilhelm Leberecht Tempel entdeckt.

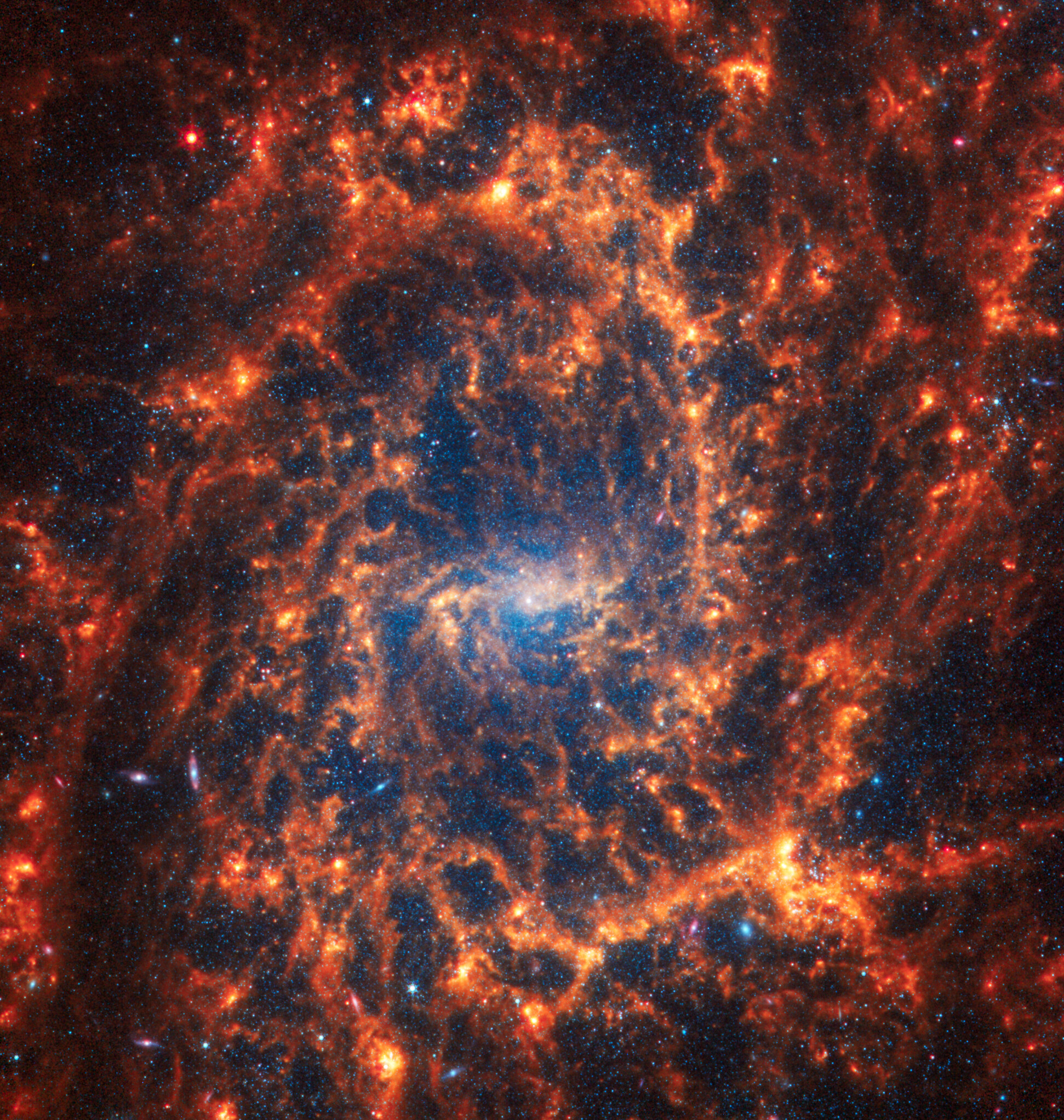
Infrarotaufnahmen mithilfe des James-Webb-Weltraumteleskops

## NGC 2835-Gruppe (LGG 172)
| Galaxie   | Alternativname | Entfernung/Mio. Lj |
| --------- | -------------- | ------------------ |
| NGC 2835  | PGC 26529      | 30                 |
| NGC 2784  | PGC 25950      | 21                 |
| PGC 25827 | ESO 497-017    | 23                 |
| PGC 26484 | ESO 565-001    | 28                 |